# Rockbox

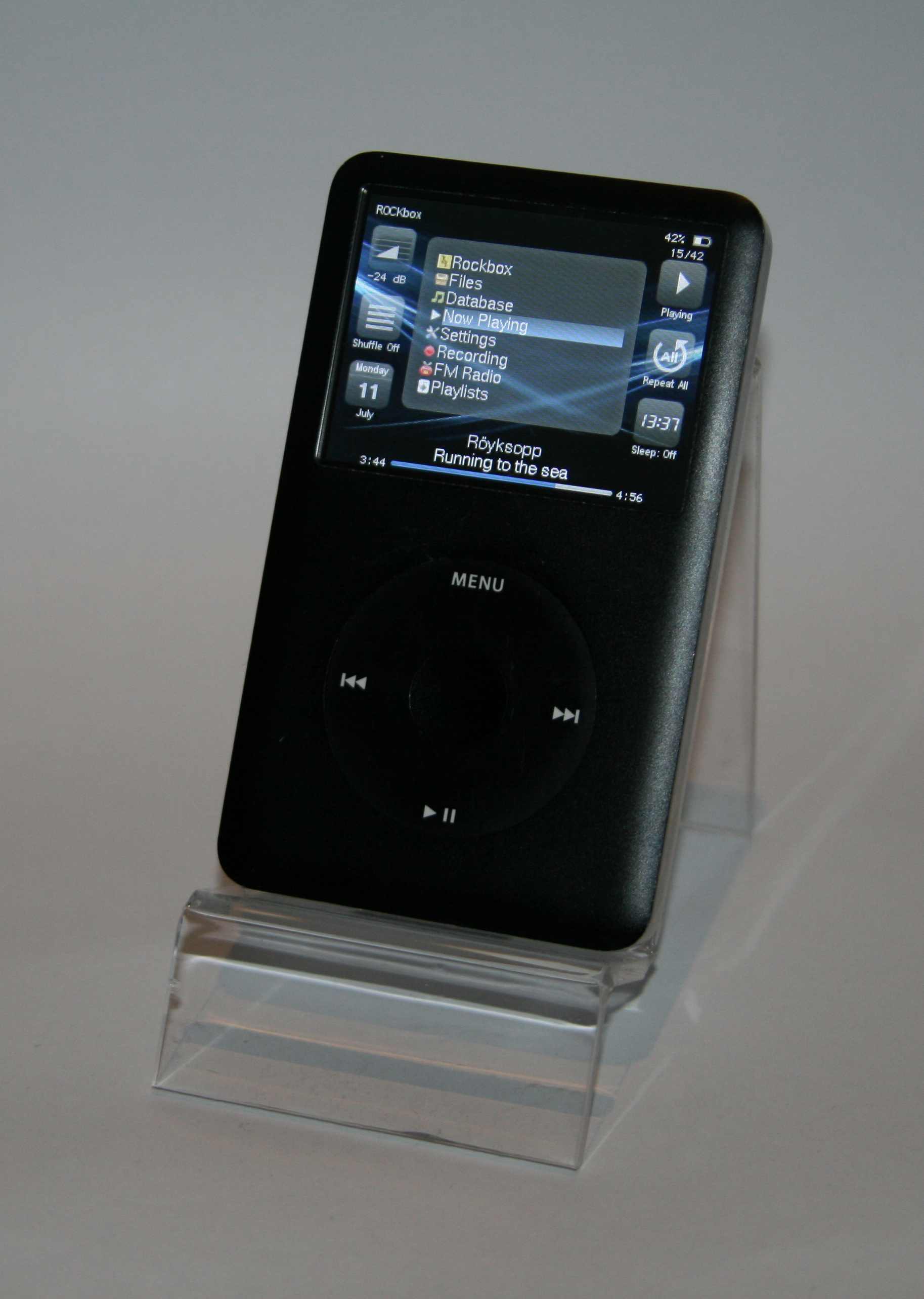
IPod classic 6G z zainstalowanym Rockboxem

Rockbox – darmowy i otwarty system operacyjny na licencji GPL, przeznaczony dla cyfrowych przenośnych odtwarzaczy multimedialnych (PMP, DAP), będący alternatywą dla oprogramowania (firmware) producenta danego urządzenia.
Rockbox został stworzony pod koniec 2001 przez Björna Stenberga, pierwsza implementacja została przeprowadzona dla platformy Archos Studio DAP. Powodem stworzenia Rockboxa było niezadowolenie z dysproporcji pomiędzy funkcjonalnością fabrycznego interfejsu użytkownika, a możliwościami posiadanego urządzenia.
Rockbox jest alternatywnym systemem operacyjnym urządzenia (firmware). Możliwe jest rozszerzenie jego możliwości do poziomu zbliżonego do PDA za pomocą wtyczek (pluginów), umożliwiających uruchamianie aplikacji, narzędzi oraz gier, a także odtwarzanie filmów (ograniczone). Posiada interfejs użytkownika sterowania głosem, który jest przeznaczony do użytku osób niewidomych i niedowidzących (jak również dla sprzętu z uszkodzonym wyświetlaczem). Oprócz umożliwienia poszerzenia funkcjonalności sprzętu twórcy deklarują, że priorytetem jest jakość odtwarzanego dźwięku – dla większości obsługiwanych urządzeń jest dostępny większy zakres ustawień dźwięku w porównaniu z oryginalnym oprogramowaniem urządzenia. Pozwala na obsługę 30 formatów plików dźwiękowych (w tym nie zaimplementowanych w oprogramowaniu producenta). Jest dostępny w 48 językach (w tym polskim), większość wersji językowych jest przetłumaczona w ponad 50%. Rockbox jest tworzony przez społeczność wolontariuszy posiadających odpowiednią wiedzę techniczną, pozwalającą im na jego rozwijanie. W projekt jest zaangażowanych około 700 osób i zespołów.
Działa na szeregu urządzeniach: od wczesnych odtwarzaczy Archos z 1-bitowym znakowym, zorientowanym blokowo wyświetlaczem, przez iPody z kolorowym ekranem o wysokiej rozdzielczości, po odtwarzacze iRiver z cyfrowym optycznym wyjściem audio i zaawansowanymi opcjami nagrywania.
Po instalacji Rockboxa możliwe jest korzystanie z fabrycznego oprogramowania – wybór systemu operacyjnego następuje przy uruchamianiu urządzenia, zazwyczaj przez przyciśnięcie odpowiedniego klawisza równocześnie z włączaniem urządzenia.

## Urządzenia z programowym dekoderem
Rozpoczynając na początku 2004 projekt skupił się na portowaniu Rockboksa na urządzenia z serii iRiver firmy ReignCom opartych na procesorze ColdFire, skupiając się na serii H1xx odtwarzaczy z dyskiem twardym (H110/H120/H140). Urządzenia te dekodują strumień audio programowo, umożliwiając po zainstalowaniu Rockboksa na wsparcie większej ilości formatów plików dźwiękowych w porównaniu z oryginalnym firmware. Około rok później port dla serii H3xx stał się użyteczny oferując podobną funkcjonalność.
W listopadzie 2005 rozpoczęto pracę nad portem Rockboksa do przenośnych odtwarzaczy Apple iPod. W lutym 2006 roku port uzyskał status stabilnego. Dostępne jest większość opcji na wszystkich obsługiwanych modelach (iPod photo, iPod nano, iPod 4g, iPod Video [iPod 5g]) włączając odtwarzanie audio. Niedługo później dodano obsługę kolorowych ekranów we wszystkich dostępnych modelach (włączając serię H3xx).
Rockbox jest uruchamiany z dysku twardego na tych urządzeniach tuż po uruchomieniu urządzenia przez specjalny sektor ładujący (bootloader). W celu aktualizacji użytkownicy Rockboksa muszą skopiować pliki na napęd odtwarzacza i zresetować urządzenie. Zapis pamięci flash jest niezbędny tylko raz, przy zmianie bloku ładującego (bootloadera) umożliwiającego uruchamianie Rockboksa.
W niektórych urządzeniach (np. iriver seria H3xx) istnieje możliwość używania dwóch wersji firmware: oryginalnego od producenta lub Rockboksa. W przypadku iPodów standardowym sposobem przejścia do oryginalnego oprogramowania jest przytrzymanie przycisku menu przy włączaniu urządzenia.

## Wersje
Oprogramowanie jest cały czas rozwijane, zalecane jest korzystanie z kompilacji dziennych lub najnowszego stanu kodu (tzw. bleeding edge), który jest dostępny dla wszystkich obsługiwanych platform.
W 2006 rozpoczęto prace nad wersją 3.0 o nazwie roboczej „Mayday”, której wydanie było planowane na 1 maja 2006 i zostało przesunięte na koniec maja, a następnie, z powodu problemów z podstawową funkcjonalnością, odsunięto je na czas nieokreślony. Z tego powodu w lipcu zniesiono zamrożenie w wersji oficjalnej rozwoju funkcji ponadstandardowych. Celem wersji 3.0 miało być rozszerzenie funkcjonalności i wyeliminowanie znanych błędów, zwłaszcza na docelowych platformach obsługiwanych przez oficjalne wydanie – Archos i iRiver. Następna wersja 3.1 o kryptonimie „Fireworks” przewidziana była na listopad 2006 i miała dodatkowo m.in. dawać pełne wsparcie dla iPodów od trzeciej generacji wzwyż oraz odtwarzacza iAudio.
Mimo okresu zawieszenia prac nad wersjami stabilnymi, Rockbox cały czas był rozwijany i dodawane były poprawki, funkcje, pojawiły się również wersje na nowe platformy (funkcjonalne). Pod koniec 2006 rozpoczęto udostępniać do ściągnięcia pliki binarne do Toshib Gigabeat, w 2007 ogłoszono dostępność Rockboksa dla iAudio M5 oraz Sandisk Sansy e200.
Ostatecznie Rockbox 3.0 został opublikowany 23 września 2008.
Ostatnia wersja to 3.14 – została opublikowana 1 maja 2017.

## Możliwości

### Kodeki
(dla urządzeń dekodujących programowo, najczęściej używane)
Rockbox obsługuje ponad 30 kodeków dźwięku, w tym m.in. MP3, AAC, Opus, Ogg Vorbis i FLAC:
- MPEG audio (MP3/MP2/MP1)
- Ogg Vorbis
- Musepack
- AAC (profile LC/HEv1/HEv2)
- AC3 (DVD audio)
- FLAC
- WavPack
- Shorten
- Apple Lossless
- WAV/AIFF
- WMA
- Monkey's Audio
- Ogg Opus
- TTA
- APE

### Inne
Cechy Rockboxa:
- Gapless playback – odtwarzanie muzyki bez przerw pomiędzy utworami (ważne np. przy odsłuchu ciągłych nagrań zrealizowanych na żywo, jak koncerty) dla wszystkich formatów (łącznie z MP3, jeśli został użyty kodek LAME)
- Replay Gain1
- 10–zakresowy (konfigurowalny również w zakresie częstotliwości podziału) korektor graficzny1
- regulacja głośności w wysokiej rozdzielczości, 64-100 poziomów (zależnie od modelu)
- zegar czasu rzeczywistego (RTC)
- obsługa Unicode
- obsługa wideo MPEG
- tworzenie playlist w locie
- tryb losowego odtwarzania
- konfigurowalny wygląd interfejsu użytkownika przez możliwość instalacji gotowych tematów, tworzenia i używania swoich tematów, pakietów czcionek i ikon oraz opcje w ustawieniach
- 16-bitowe nagrywanie stereo, 44,1 kHz WAV (dla urządzeń obsługujących tę opcję)
- radio FM, nagrywanie audycji radiowych (dla urządzeń obsługujących tę opcję)
- zewnętrzny kontroler (dla urządzeń posiadających port kontrolera)
- cyfrowe wyjście/wejście SPDIF (dla urządzeń posiadających ten port)
- TagCache – generowanie i korzystanie z własnej bazy wgranych utworów korzystającej z metadanych dołączonych do plików muzycznych
- AlbumArt – wyświetlanie okładek albumów (bez oficjalnego wsparcia)
- Crossfader – wyciszenie utworów zamiast „twardego” przechodzenia między nimi.
- obsługa arkuszy dyrektyw CUE
- logowanie odtwarzanych utworów umożliwiające scrobblowanie ich do serwisu Last.fm

### Wtyczki
Dostępne są wtyczki:
- przeglądarka plików JPEG (16-bitowy kolor /33 odcienie szarości 1)
- Rockboy- emulator platformy Game Boy (przeportowany Gnuboy)2
- ZXBox- emulator ZX Spectrum (przeportowany Spectemu)
- konwerter WAV → MP3
- konwerter WAV → WavPack
- różnego rodzaju gry, m.in.: sudoku, solitaire, tetris, saper, pong i wiele innych
- port Dooma, obsługujący też wiele WADów
- odtwarzacz wideo plików MPEG

1. Trzydzieści trzy odcienie szarości zostały osiągnięte na 2-bitowych (4 odcienie szarości) monochromatycznych urządzeniach dzięki wykorzystaniu wolnego odświeżania pasywnych wyświetlaczy ciekłokrystalicznych.

2. Rockbox obsługuje ROMy oryginalnego Game Boy oraz kolorowego Game Boy Color.

### Nie obsługiwane
- Digital Rights Management
- tryb USB-host („USB OTG”)
- Akcesoria Apple do iPodów (słuchawki z pilotem z FM, wyjście wideo)

## Rockbox Utility
Rockbox Utility jest programem stworzonym przez społeczność Rockboxa ułatwiającym użytkownikom jego instalację, aktualizację i obsługę. Możliwe jest wykonywanie następujących czynności:
- instalacja bootloadera
- instalacja Rockboxa
- instalacja pakietu dodatkowych czcionek
- instalacja tematów pozwalających na zmianę wyglądu interfejsu
- instalacja plików gier (np. Freedoom)
- instalacja plików głosowych (ze strony internetowej)
- tworzenie plików głosowych
- tworzenie plików .talk
- odinstalowanie programu ładującego (bootloadera)
- odinstalowanie Rockboxa (częściowo lub całkowicie)
- dostęp do instrukcji obsługi
- przegląd wszystkich zainstalowanych części Rockboxa (wersja, czas instalacji itp.)

Rockbox Utility działa na następujących platformach:
- Windows (2000/XP/Vista/7/8/10),
- Linux 32 bit
- Linux 64 bit
- OS X (10.4, 10.5, 10.6)

Aktualna wersja Rockbox Utility to 1.4.0 (stan na marzec 2019).

## Rockbox a gwarancja
Jeśli urządzenie zostało kupione przez konsumenta w Unii Europejskiej, obowiązuje prawnie wiążącą 2-letnia gwarancja, która nie zostanie unieważniona przez wymianę oprogramowania.